# Canglang
Canglang (chinesisch 沧浪区, Pinyin Cānglàng Qū) war ein Stadtbezirk im Osten der Volksrepublik China. Er gehörte zum Verwaltungsgebiet der bezirksfreien Stadt Suzhou in der Provinz Jiangsu. Er hatte eine Fläche von 25 km² und zählte 330.000  Einwohner (2004). Im August 2012 wurde er aufgelöst und mit zwei anderen Stadtbezirken Suzhous zum neuen Stadtbezirk Gusu (姑苏区) zusammengelegt.

## Administrative Gliederung
Auf Gemeindeebene setzte sich der Stadtbezirk aus sechs Straßenvierteln zusammen. 